# وزارت دفاع (جمهوری آرتساخ)
وزارت دفاع جمهوری آرتساخ (انگلیسی: Լեռնային Ղարաբաղի Հանրապետության պաշտպանության նախարարություն) یک سازمان دولتی در جمهوری آرتساخ می‌باشد که در سال ۱۹۹۵ بنیانگذاری شده‌است و مقر آن در شهر استپاناکرت می‌باشد. هم‌اکنون کامو وارطانیان، وزیر دفاع جمهوری آرتساخ می‌باشد.

## فهرست وزیران
| ر. | نگاره              | وزیر دفاع                                  | آغاز تصدی       | پایان تصدی      | طول دوران       | منبع        |
| -- | ------------------ | ------------------------------------------ | --------------- | --------------- | --------------- | ----------- |
| ۱  | سامول بابایان      | سپهبد سامول بابایان (زادهٔ ۱۹۶۵)            | ژانویه ۱۹۹۵     | اوت ۱۹۹۹        | ۴ سال، ۷ ماه    | [ ۱ ]       |
| ۲  | سیران اوهانیان     | Colonel General سیران اوهانیان (زادهٔ ۱۹۶۲) | اوت ۱۹۹۹        | ۱۱ مه ۲۰۰۷      | ۷ سال، ۹ ماه    | [ ۲ ]       |
| ۳  | موسس هاکوبیان      | سپهبد موسس هاکوبیان (زادهٔ ۱۹۶۵)            | ۱۱ مه ۲۰۰۷      | ۱۵ ژوئن ۲۰۱۵    | ۸ سال، ۱ ماه    | [ ۳ ]       |
| ۴  | لوون مناتساکانیان  | سپهبد لوون مناتساکانیان (زادهٔ ۱۹۶۵)        | ۱۵ ژوئن ۲۰۱۵    | ۱۴ دسامبر ۲۰۱۸  | ۳ سال، ۵ ماه    | [ ۴ ]       |
| ۵  | کارن آبراهامیان    | سپهبد کارن آبراهامیان (زادهٔ ۱۹۶۶)          | ۱۴ دسامبر ۲۰۱۸  | ۲۴ فوریه ۲۰۲۰   | ۱ سال، ۲ ماه    | [ ۵ ]       |
| ۶  | جالال هاروتیونیان  | سپهبد جالال هاروتیونیان (زادهٔ ۱۹۷۴)        | ۲۴ فوریه ۲۰۲۰   | ۲۷ اکتبر ۲۰۲۰   | ۲۴۷ روز         | [ ۶ ]       |
| ۷  | میکائیل آرزومانیان | سپهبد میکائیل آرزومانیان                   | ۲۷ اکتبر ۲۰۲۰   | ۱۱ سپتامبر ۲۰۲۱ | −۴۶ روز*        | [ ۷ ]       |
| ۸  | کامو واردانیان     | Major General کامو واردانیان               | ۱۱ سپتامبر ۲۰۲۱ | متصدی           | ۳ سال، ۳۲۶ روز* | [ ۸ ] [ ۹ ] |

* Incumbent's time in office last updated: ۳ اوت ۲۰۲۵.

## یادداشت
1. Kamo Vardanyan
2. ↑  Kamo Vardanyan